# إليوتيريو راميريز
إليوتيريو راميريز (بالإسبانية: Eleuterio Ramírez)‏ هو عسكري تشيلي، ولد في 18 أبريل 1836 في أوسورنو في تشيلي، وتوفي في 27 نوفمبر 1879 في Tarapacá ‏ في تشيلي.